# Håkan Loob
Håkan Loob (* 3. Juli 1960 in Visby) ist ein ehemaliger schwedischer Eishockeyspieler, der von 1983 bis 1990 für die Calgary Flames in der National Hockey League spielte. Seit seinem Karriereende 1996 ist er im Management seines Heimatvereins, dem Färjestad BK, tätig.

## Karriere
Mit 20 Jahren wurde er in der Saison 1980/81 Schwedischer Meister mit Färjestad BK. Bereits beim NHL Entry Draft 1980 hatten sich die Calgary Flames in der neunten Runde als 181. die Rechte an ihm gesichert. Nach hervorragenden Leistungen mit Färjestad in der Saison 1982/83 wechselte er nach Nordamerika.
Viele Scouts hatten Zweifel, ob er mit der Härte in der NHL zurechtkommen würde, doch er strafte diese Lügen und wurde in seiner ersten Saison ins NHL All-Rookie Team berufen. Bei der Eishockey-Weltmeisterschaft 1987 in Wien konnte er nach 25 Jahren wieder einen Weltmeistertitel für Schweden holen.
In der Saison 1987/88 gelang es ihm als erstem schwedischen Spieler in einer regulären Saison die 50-Tore-Marke zu erreichen. Mit 106 Scorerpunkten war es seine erfolgreichste Spielzeit. In der folgenden Saison 1988/89 gewann er mit den Flames den Stanley Cup. Anschließend kehrte er nach Schweden zu Färjestad BK zurück. Seinen zweiten Weltmeistertitel holte er bei der Eishockey-Weltmeisterschaft 1991 in Finnland.
Bei den Olympischen Winterspielen 1994 in Lillehammer konnte er dann auch noch mit der schwedischen Nationalmannschaft olympisches Gold gewinnen. Damit ist er einer von neun schwedischen Spielern, die Olympiasieger, Weltmeister und Stanley-Cup-Sieger wurden (Triple Gold Club). 
1996 beendete er seine aktive Karriere und übernahm andere Funktionen bei Färjestad BK. Zurzeit ist er dort als General Manager tätig. Seit der Saison 2005/06 verleiht die Elitserien an den besten Torjäger einer Spielzeit die Håkan Loob Trophy, die nach dem ehemaligen Angreifer benannt ist, da dieser mit 42 Toren in der Saison 1982/83 noch heute den Rekord der meisten Treffer innerhalb einer Spielzeit der schwedischen Eliteliga hält.
Zwischen 1996 und 2008 war er General Manager des Färjestad BK, anschließend sechs Jahre lang Präsident des Klubs, danach President of Hockey Operations und in der Saison 2016/17 zusätzlich wieder General Manager.

## Erfolge und Auszeichnungen
- 1983 Guldpucken
- 1984 NHL All-Rookie Team
- 1984 Silbermedaille beim Canada Cup
- 1987 Goldmedaille  bei der Weltmeisterschaft
- 1988 NHL First All-Star Team
- 1989 Stanley-Cup-Gewinn mit den Calgary Flames
- 1990 Silbermedaille bei der Weltmeisterschaft
- 1991 Goldmedaille  bei der Weltmeisterschaft
- 1991 Guldhjälmen
- 1992 Guldhjälmen
- 1994 Goldmedaille bei den Olympischen Winterspielen